# Geocaryum euboicum
Geocaryum euboicum là một loài thực vật có hoa trong họ Hoa tán. Loài này được (Rech.f.) Engstrand mô tả khoa học đầu tiên năm 1977.